# Barrouallie
Barrouallie è un centro abitato di Saint Vincent e Grenadine, capoluogo della parrocchia di Saint Patrick.